# 池上冬樹
池上 冬樹（いけがみ ふゆき、1955年 - ）は、日本の文芸評論家、書評家。マルタの鷹協会会員。

## 略歴
山形市生まれ。山形県立山形中央高等学校、立教大学文学部日本文学科卒。マルタの鷹協会に寄稿していた書評を小鷹信光に注目され、アシスタント業務を担当するようになる。ハードボイルドの翻訳から初めて、ミステリなどの書評家となり、『週刊文春』、『本の雑誌』、『ミステリマガジン』、「日本経済新聞」などではばひろく書評・批評をおこなう。2004年から3年間「朝日新聞」書評委員、さくらんぼテレビジョン主宰の山形小説家・ライター講座では世話役を担当している。
漫画家の金井たつおは高校の同級生。また文学研究者の松坂俊夫は高校時代の恩師である。

## 編著書
- 『ミステリ・ベスト201 日本篇』（編著、新書館、ハンドブック・シリーズ） 1997
- 『ヒーローたちの荒野』（本の雑誌社） 2002
- 『ジム・トンプスン最強読本』（小鷹信光, 中条省平, 小山正, 霜月蒼共著、扶桑社） 2005
- 『花模様が怖い - 謎と銃弾の短篇』（片岡義男、編、ハヤカワ文庫JA、片岡義男コレクション） 2009

## 翻訳
- 『死の盗聴』（エド・レイシイ、河出書房新社、アメリカン・ハードボイルド5） 1985
- 『悪党パーカー / 怒りの追跡』（リチャード・スターク、ハヤカワミステリ）1986
- 『真夜中のトラッカー』（ジョゼフ・ハンセン、早川書房） 1987